# 최형만
최형만(崔亨萬, 1967년 8월 5일 ~ )은 대한민국의 KBS 공채 5기 개그콘테스트 출신, SBS 서울방송 공채 개그맨 출신, 코미디언이자 방송인이다. 현재 연예계를 떠난 후 개신교 목회자로 활동하고 있다.

## 생애
1987년 KBS 개그콘테스트에서 데뷔하였다. 도올 김용옥 교수를 모사한 '돌 강의'로 주가를 높였던 그는 사람을 웃기는 '인간 복사기'로 살면서 사람들을 웃겼는데 1991년 12월 9일 SBS TV 개국으로 자리를 옮긴 후 SBS에서 활동해 왔지만 IMF 이후 SBS가 코미디 프로그램을 폐지하면서 설 자리를 잃은 뒤 1999년 9월 초 포맷을 정통 콩트 코미디로 바꾼 동시에 모든 코너를 물갈이한 KBS 2TV 코미디 세상만사를 통해 친정인 KBS에 돌아왔으며 2001년 이후에는 iTV(최양락의 코미디쇼, 코미디쇼 4막 5장, 최양락 이봉원의 금요천하 등등) 위주로 활동했다.
한편, 삼수 끝에 88년  서울과학기술대학교 환경공학과에 입학했으나 1학기를 마친 뒤  중퇴한 후  2005년 학업에 뜻을 두고 늦깎이 대학생이 되어 2008년 단국대학교 연극영화과를 평균 평점 4.17을 기록하는 등, 3년 만에 조기졸업하며 공로상을 수상했다.

## 방송
- 2024 KBS 1TV 《인간극장》 형만 씨의 두 번째 출발 (2024.1.29~2.2)
- 2020 JTBC 《살아있네》
- 2016 KBS 1TV 《아침마당》 화요초대석
- 2015 SBS 러브FM 《노사연, 이성미쇼》
- 2015 YTN DMB 《만나고 싶은 사람》
- 2013 KBS 1TV 《아침마당》 토요일 가족이 부른다
- 2012 SBS 《스타 부부쇼 자기야》
- 2012 TV조선 《코미디쇼 코코아》
- 2012 MBC 《기분 좋은 날》
- 2011 채널A 《개그시대》
- 2011 SBS 《도전 1000곡》
- 2007 KBS 1TV 《폭소클럽 2》
- 2003-2007 KBS 1TV 《가족오락관》
- 2003 KBS 2TV 《폭소클럽》
- 2001 iTV 경인방송 《최양락의 코미디쇼》
- 2000 iTV 경인방송 《최양락의 금요 코미디쇼》
- 2000 iTV 경인방송 《3일간의 사랑》
- 1999 KBS 2TV 《쇼! 행운열차》
- 1999 KBS 2TV 《코미디 세상만사》 - 부자삼대
- 1997 SBS 서울방송 《코미디 전망대 - 전망대 당무회의》
- 1997 SBS 서울방송 《이주일의 코미디쇼 - 최형만의 신바람 동의보감》
- 1996 SBS 서울방송 《코미디 펀치펀치 - 배워서 남주나》
- 1996 SBS 서울방송 《웃으며 삽시다》
  - <꼬부랑 부자> : 60대 노인 역
- 1995-1999 KBS 2TV 《가족오락관》
- 1995 SBS 서울방송 《슈퍼TV 세계가 보인다》
- 1994 SBS 서울방송 《만나고 싶어요》
- 1994 SBS 서울방송 《웃으며 삽시다》
  - <웃삽맨> : 웃삽맨 역
  - <후지산 호랑이> : 맛세이 역
- 1993 SBS 서울방송 《웃으면 좋아요》
  - <생방송 뉴스쇼> : 이윤성 앵커 역
- 1993 SBS 서울방송 《스타와 만나요》
- 1991 SBS 서울방송 《토요일 7시 웃으면 좋아요 - 랄랄라 선생님》
- 1987-1991 KBS 2TV 《유머 일번지 - 장미빛 인생, 알딸딸, 동작그만》
- 1987-1991 KBS 2TV 《쇼 비디오 자키》

## 유행어
- 진짜~루 - 웃으며 삽시다 <후지산 호랑이>
- 랄랄라 선생님 - 밑줄 쫙, 랄랄랄라, 돼지꼬리 땡야

## 진기록
‘모창 기네스북’에 오른 개그맨은 단연 최형만이다. 한 소절만 들어도 누구의 모창인지 알 수 있는 실력으로 국내 가수 40여명의 모창이 가능하다. 최형만은 또 한가지 좀처럼 깨지기 어려운 기록을 갖고 있다. SBS 창사특집 오락프로그램에서 놀라운 기록을 세웠는데 아무런 기계장치 도움없이 자신의 점프력만으로 ‘마티즈’ 자동차를 뛰어넘은 것이다. 지금도 사석에서 “차만 보면 뛰어넘고 싶다”는 이야기를 자주 하는데 경차 이상을 뛰어넘었다는 이야기는 아직 없다.